# Ulica Poplińskich w Poznaniu
Ulica Poplińskich – ulica na poznańskiej Wildzie, na obszarze jednostki pomocniczej Osiedle Wilda, wytyczona w 1904 przy udziale Josepha Stübbena w ramach regulacji włączonej do miasta dzielnicy (1900).

## Charakterystyka
Ulica jest jednym z nielicznych w Poznaniu traktów, przy którym w całości zachowały się przedogródki (niewielkie tereny zielone od frontów kamienic). Rozwiązanie to było w początkach wieku bardzo popularne w mieście. Rozplanowanie domów przy ulicy zakładało znaczne ograniczenie rozmiarów oficyn, co wpłynęło na rozluźnienie gęstości zabudowy wewnątrz całego kwartału. To, a także ograniczenie ilości zastosowanej ornamentyki, stawia zabudowę ulicy w rzędzie działań reformatorskich, zapowiadających tendencje modernistyczne. Mieszkania w budynkach były duże - liczyły od czterech do sześciu pokoi.
Przy ulicy (nr 4) mieściła się firma budowlana Artura Brandenburga, która po II wojnie światowej przekształcona została w Spółdzielnię Pracy Postęp.
Do rejestru zabytków wpisane są kamienice pod numerami: 1, 2, 3, 4, 5, 5a, 7, 8, 9, 10, 11, 12, 12a, zbudowane między 1900 a 1910.
Na całej długości ulicy wyznaczony jest ruch jednokierunkowy, w kierunku ulicy Spychalskiego (do 2017 roku ulicy Chwiałkowskiego).